# Tom Clancy's Rainbow Six (videojoc)
Tom Clancy's Rainbow Six és un videojoc d'acció tàctica i el primer de la sèrie Rainbow Six. Va ser desenvolupat i publicat per Red Storm Entertainment el 1998 per a PC. Es va fer versions per a Mac OS, Nintendo 64, PlayStation, Dreamcast, i Game Boy Color. Un paquet d'expansió anomenat Tom Clancy's Rainbow Six Mission Pack: Eagle Watch, va ser llançat el 31 de gener de 1999. El 29 d'octubre de 2018, Sony va revelar que la versió PAL del joc seria un dels 20 jocs precarregats a la PlayStation Classic (excloent Japó, Taiwan i Hong Kong), que va ser llançat el 3 de desembre de 2018.

## Jugabilitat
Rainbow Six és un videojoc d'acció tàctica, que se centra més en el sigil·li i la tàctica que en la pura potència de foc, explorant la letalitat d'una sola bala. Per afegir més realisme, tots els personatges del joc, terroristes, ostatges i els agents de Rainbow, poden ser ferits o eliminats en només fraccions de segon amb només una o dues bales. Les eines com ara una armadura més gruixuda, rifles automàtics i granades tenen poc valor abans que el jugador s'acostumi a la jugabilitat.
Abans de cada missió hi ha una etapa de planificació, durant la qual el jugador rep un briefing i, a continuació, tria els agents per participar en la missió, les seves armes, equips i uniformes/camuflatge. Durant aquest pas, el jugador por preestablir ordres i punts de referència. La fase de planificació determina elements com el camí que els esquadrons controlats per IA seguirien durant la missió, així com on desplegaran dispositius com ara una granada atordidora o trencament de portes.
Les missions d'èxit solen durar pocs minuts, però poden requerir desenes de repeticions i canvis de planificació (molts més per a principiants). Durant el joc, el jugador controla només un membre de l'equip directament i pot veure les estadístiques d'aquest membre i de totes les unitats de pantalles presentadores frontals. Els equips que no estan sota el control del jugador segueixen les ordres que se'ls donen en la fase de planificació. El jugador pot prendre el control de qualsevol operatiu viu a voluntat, fent-los el líder.
El joc forma una campanya que consisteix a una sèrie d'escenaris, amb la trama avançada en l'informe de missió de cada escenari. Les baixes que es produeixin durant una missió són permanents, de manera que el difunt no es pot utilitzar en missions futures. En conseqüència, molts jugadors reprodueixen missions que tenen èxit tècnic només per reduir el nombre de baixes.
Els jocs en línia multijugador van ser molt populars a la xarxa com els serveis Mplayer.com i Zone.com i durant un temps va comptar amb una pròspera comunitat competitiva basada en clans amb nombroses lligues d'escala independent.
A diferència de les altres versions, la versió de PlayStation mostra la pistola mantinguda a les mans del jugador.

## Argument
Rainbow Six se centra l'any 1999. La unitat antiterrorista està liderada per John Clark i Domingo Chavez.
Després de la seva inauguració, la unitat Rainbow haurà d'enfrontar-se a Phoenix Group, una organització terrorista que té com a objectiu atacar al món sencer amb un virus capaç d'acabar amb la vida humana al planeta. El líder de l'organització terrorista és John Brightling, que amb les seves accions assegura protegir la mare naturalesa i reconstruir un món net.

## Rebuda
En els Estats Units, el llançament per a Windows de Rainbow Six va vendre 218.183 còpies durant el 1998. Aquestes vendes van representar 8,86 milions de dòlars d'ingressos d'aquell any. El llançament de la versió informàtica "Gold Edition" va vendre unes altres 321.340 còpies als Estats Units durant el 1999 i va ser el 12è joc d'ordinador més venut del país aquell any. Segons Gamasutra, Rainbow Six i Tom Clancy's Rainbow Six: Rogue Spear van vendre 450.000 exemplars "durant la primera meitat de l'exercici 2001/2002".
Next Generation va revisar la versió de PC del joc, va qualificar quatre estrelles sobre cinc i va declarar que "al final, "Rainbow Six" fa petits passos cap a un nou territori, amb èxit admirablement. Un intent valent de fer quelcom nou i una experiència de diversió global".
Rainbow Six va rebre ressenyes positives en la seva majoria per a PC. No obstant això, les versions de la consola han rebut una mitjana de resposta negativa en el moment del llançament. GameRankings li va donar una puntuació del 81,81% per a la versió per a PC; 73,71% per la versió de Nintendo 64; 72,28% per a la versió de Dreamcast; 53,83% per a la versió de Game Boy Color; i el 48,07% per a la versió de PlayStation. Metacritic va donar només la versió per a PC una puntuació de 85 sobre 100.
GameSpot va descriure la versió d'ordinador com "en realitat és un joc molt bo, encara que molt dur i extremadament frustrant", i els seus "mostres d'àudio, sons de fons i altres sorolls diferents també es representen molt bé; el sentiment immersiu de "Rainbow Six" és potser un dels més vistos en un joc ". El 1998, CNN en col·laboració amb Games.Net va citar Tom Clancy's Rainbow Six com un dels "Top 25 de descàrregues de jocs de 1998".
L'Academy of Interactive Arts & Sciences va nominar Rainbow Six pel seu "Joc d'Acció de l'Any" de 1998, tot i que el joc va perdre contra Half-Life. Rainbow Six va ser finalista per al premi "Millor acció" de 1998 de Computer Gaming World, que finalment va anar a Battlezone. Els editors van escriure que Rainbow Six "va combinar hàbilment la planificació estratègica amb l'acció, ja que va portar al món les operacions antiterroristes". PC Gamer US va citar Rainbow Six el millor joc d'acció de 1998.